# Raab, Oberösterreich
Raab är en ort och kommun i Österrike. Den ligger i distriktet Schärding i förbundslandet Oberösterreich, 200 kilometer väster om huvudstaden Wien.
Kommunen består av 16 orter (Ortschaften) (inom parentes invånarantal 1 januari 2024):

- Bründl (119)
- Brünning (125)
- Einburg (30)
- Gautzham (58)
- Großprambach (52)
- Kleinpireth (39)
- Krennhof (65)
- Niederham (51)
- Oberspitzling (21)
- Pausing (46)
- Raab (1 555)
- Rackersedt (18)
- Riedlhof (64)
- Thal (16)
- Ungering (32)
- Weeg (50)